# Arge dimidiata
Arge dimidiata is een vliesvleugelig insect uit de familie van de Argidae. De wetenschappelijke naam van de soort is voor het eerst geldig gepubliceerd in 1808 door Fallen.